# Целуй меня, Кэт
«Целуй меня, Кэт» (англ. Kiss Me, Kate) — мюзикл, созданный Коулом Портером. Построен по принципу «рассказ в рассказе», причем внутренним сюжетом является пьеса Уильяма Шекспира «Укрощение строптивой». Премьера мюзикла состоялась 30 декабря 1948 года. Первоначальный состав актёров включал Альфреда Дрейка, Патрисию Морисон, Лизу Кёрк и Гарольда Лэнга. «Целуй меня, Кэт» стал одной из наиболее успешных работ Портера и единственным его мюзиклом, выдержавшим более 1000 представлений на Бродвее. В 1953 году вышел одноимённый фильм Джорджа Сидни (на русский язык дублирован под названием «Поцелуй меня, Кэт»).

## История создания
Жена Портера Линда познакомила его с журналистами Сэмюэлом и Беллой Спевак. Супруги обладали огненным темпераментом, их супружеская жизнь постоянно балансировала на грани развода, что вдохновило Беллу на написание современного варианта «Укрощения строптивой» Шекспира. У Портера возникла идея сделать мюзикл по этому сценарию.

## Сюжет

### Акт I
Фред Грэм (англ. Fred Graham) ставит мюзикл по мотивам «Укрощения строптивой». Роль Петруччо исполняет он сам, роль Катерины («Кэт») — его бывшая жена, кинозвезда Лилли Ванесси (Lilli Vanessi). Фред и Лилли постоянно ругаются, как могут ругаться только влюблённые. Роль Бьянки исполняет новая девушка Фреда, Лоис Лэйн (Lois Lane), однако она влюблена в исполнителя роли Люченцио Билла Кэлхауна (Bill Calhoun). Кэлхаун — игрок. Выясняется, что он подписал именем Фреда вексель на 10 тыс. долларов.
Цветы Фреда, отправленные Лоис, по ошибке доставляют Лилли, которая осознаёт, что по-прежнему любит Фреда, хотя обручена с влиятельным сенатором. Во время спектакля Лилли узнаёт, что произошла ошибка, устраивает скандал прямо на сцене и ставит всю постановку под угрозу. Во то же время двое гангстеров приходят требовать долг у Фреда, чьим именем подписан вексель. Фреду жизненно необходима успешная премьера спектакля, потому что только коммерческий успех спасёт его от гангстеров. Он использует их, чтобы не дать Лилли покинуть спектакль.

### Акт II
Сценическое действие развивается: Петруччо женится на Катерине и вскоре начинает скучать по холостяцкой жизни. До гангстеров доходит известие, что их босс был убит, поэтому требовать долг с Фреда не имеет смысла. Лилли уходит. На сцене Бьянка и Кэлхаун женятся. Перед окончанием спектакля неожиданно появляется Лилли и от лица Катерины объясняется Фреду в любви. Возлюбленные воссоединяются.

## Список песен
| Акт I - «Another Op’nin', Another Show» — Гэтти и др. - «Why Can’t You Behave?» — Лоис, Билл - «Wunderbar» — Фред, Билл - «So In Love» — Лилли - «We Open In Venice» — Фред, Лилли, Лоис, Билл - «Tom, Dick or Harry» — Бьянка, Люченцио, Гремио, Гортензио - «I’ve Come to Wive It Wealthily in Padua» — Фред - «I Hate Men» — Лилли - «Were Thine That Special Face» — Фред - «Cantiamo D’Amore» — все - «Kiss Me, Kate» — Фред, Лилли и др. | Акт II - «Too Darn Hot» — Пол и др. - «Where Is the Life That Late I Led?» — Фред - «Always True To You In My Fashion» — Лоис - «Bianca» — Билл и др. - «So In Love (Reprise)» — Фред - «Brush Up Your Shakespeare» — гангстеры - «Pavane» — все - «I Am Ashamed That Women Are So Simple» — Лилли - «Kiss Me, Kate (Finale)» — все |